# Тетереука-Веке
Тетереука-Веке (Стара Татарівка, рум. Tătărăuca Veche) — село в Молдові у Сороцькому районі. Адміністративний центр однойменної комуни, до складу якої також входять села Дечебал, Ніоркань, Нова Слобозія, Тетереука-Ноуе та Толокенешть.
В селі діють неурядові організації «Milenium», «Maetonium», «Nectar-TV», «Renaşterea», працює школа. Є церква Св. Архангела Михаїла, бібліотека, Будинок культури, футбольна команда.

## Видатні уродженці
- Гудумак Єва Михайлівна — радянський і молдовський медик та політик.